# Treccia (acconciatura)

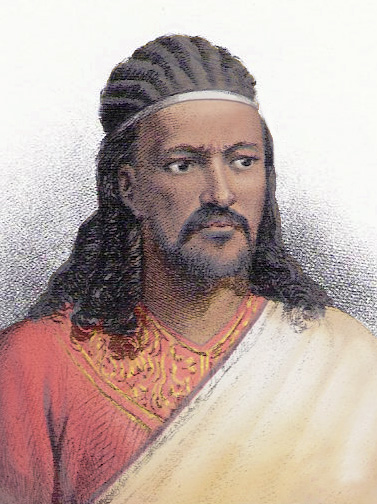
Teodoro II della Casa di Salomone che indossa trecce chiuse

La treccia è un'acconciatura complessa formata dall'allacciamento di tre o più ciocche di capelli. L'intreccio è stato usato per acconciare e ornare capelli umani e animali per migliaia di anni in molte culture diverse in tutto il mondo.
La versione più semplice e più comune è una struttura piatta, solida, a tre trefoli. Modelli più complessi possono essere costruiti da un numero arbitrario di fili per creare una gamma più ampia di strutture (come una treccia a spina di pesce, una treccia a cinque fili, treccia di corda, una treccia francese e una treccia a cascata). La struttura è generalmente lunga e stretta con ogni componente componente funzionalmente equivalente a zigzagare in avanti attraverso la massa sovrapposta degli altri. Strutturalmente, l'intrecciatura dei capelli può essere confrontata con il processo di tessitura, che di solito coinvolge due gruppi perpendicolari separati di fili (ordito e trama).

## Storia e usi

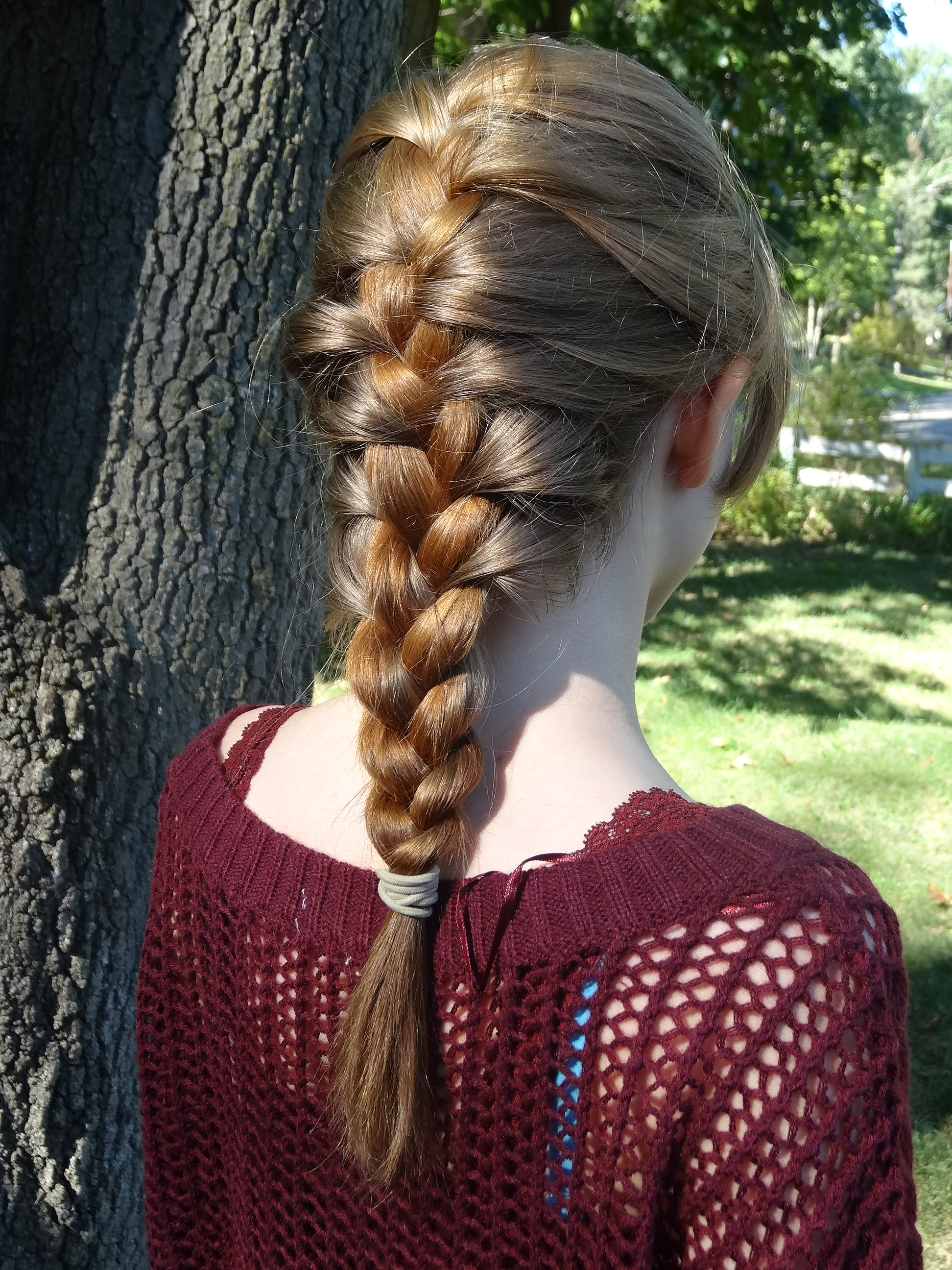
Una giovane ragazza con una treccia francese

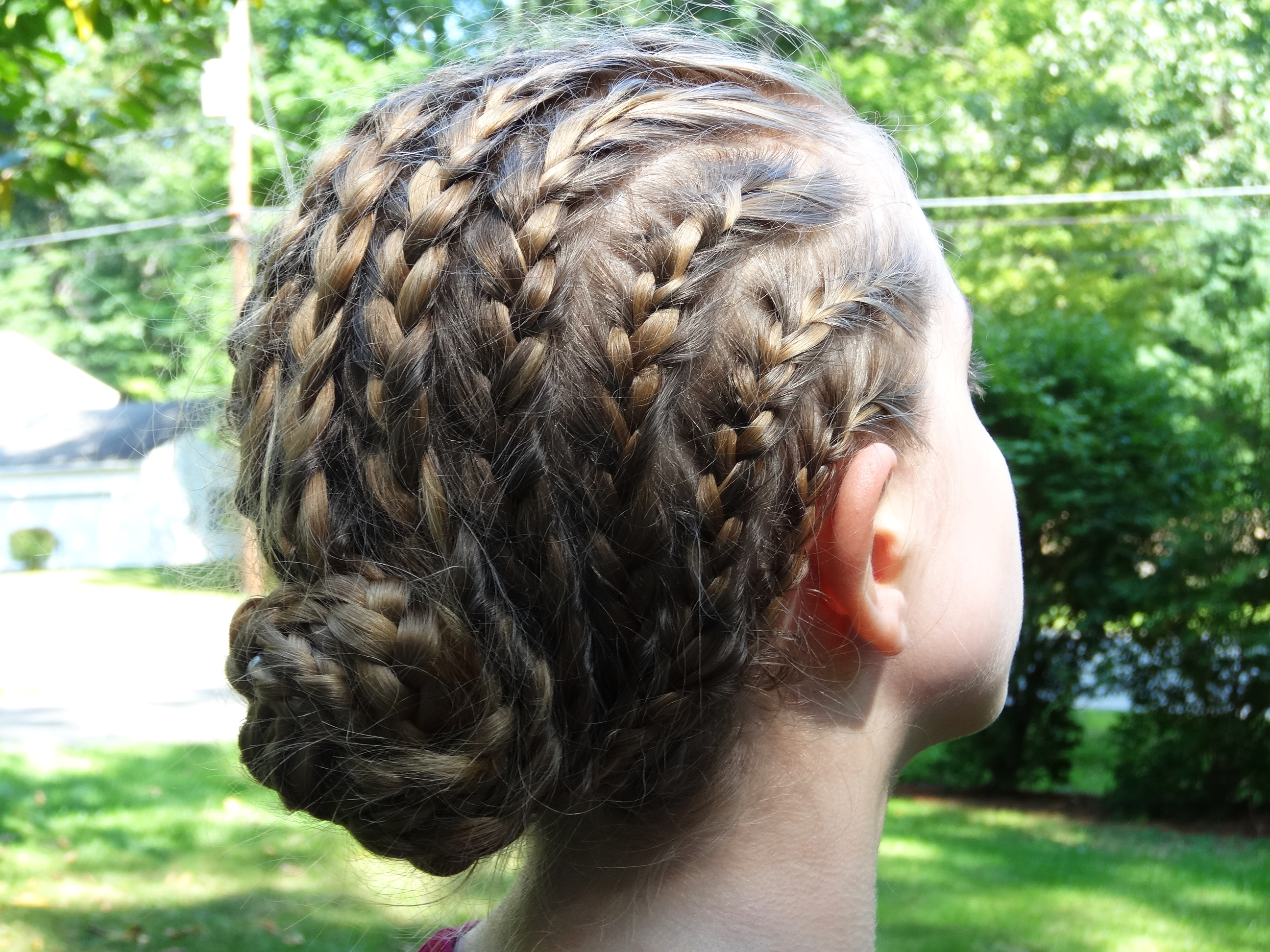
Una ragazza con trecce cornrow messo in un chignon.

La più antica riproduzione nota di treccia dei capelli potrebbe risalire a circa 30.000 anni fa: la Venere di Willendorf, ora conosciuta nel mondo accademico come Donna di Willendorf, è una statuina femminile che si stima sia stata realizzata tra il 28.000 e il 25.000 a.C. circa . Il fatto che abbia una treccia di capelli o che indossi una specie di cesto intrecciato in testa è ancora in discussione. Si stima che la Venere di Brassempouy abbia circa 25.000 anni e apparentemente un'acconciatura intrecciata.
Un altro campione di diversa origine è stato rintracciato in un sito di sepoltura chiamato Saqqara situato sul fiume Nilo, durante la prima dinastia del faraone Menes, sebbene la Venere di Brassempouy e Willendorf precedano questi esempi di circa 25.000-30.000 anni.
Durante l'età del bronzo e l'età del ferro, molti popoli del Vicino Oriente, dell'Asia Minore, del Caucaso, del Mediterraneo orientale e del Nord Africa come i Sumeri, gli Elamiti e gli antichi Egizi erano raffigurati con capelli e barba intrecciati o pettinati.
In alcune zone, una treccia era un mezzo di comunicazione. A prima vista, un individuo poteva ottenere una grande quantità di informazioni su un altro individuo: che fosse sposato, in lutto o maggiorenne, semplicemente osservando la pettinatura. Le trecce erano anche un mezzo di stratificazione sociale. Alcune acconciature erano distintive per particolari tribù o nazionalità. Altri stili identificavano lo status di un individuo nella società.
I popoli africani, come gli Himba della Namibia, si intrecciano i capelli da secoli. In molte tribù africane, le acconciature sono uniche e utilizzate per identificare ogni tribù. Le trecce o le acconciature possono essere un'indicazione della comunità, dell'età, dello stato civile, della ricchezza, del potere, della posizione sociale e della religione di una persona.
L'intreccio è tradizionalmente un'arte sociale. A causa del tempo necessario per intrecciare i capelli, le persone usavano questo tempo anche socializzare. Si inizia con gli anziani che creano semplici nodi e trecce per i bambini più piccoli. I bambini più grandi guardano e imparano da loro, iniziano a esercitarsi sui bambini più piccoli e alla fine imparano i disegni tradizionali. Questo porta avanti una tradizione di legame tra gli anziani e la nuova generazione.
Esistono diversi tipi di acconciature intrecciate, tra cui, comunemente: trecce francesi, treccine in stile caraibico e treccine africane. Le acconciature intrecciate possono anche essere utilizzate in combinazione con o in alternativa a attacchi più semplici, come coda di cavallo o codine. L'intrecciatura può anche essere utilizzata per aggiungere ornamenti, come perline o extension, come nella treccia all'uncinetto.
L'intreccio viene anche utilizzata per preparare criniere e code di cavalli per esibizioni come in polo e polocrosse.

## Trecce in culture particolari

### Trecce indiane
In India, l'intrecciatura è comune nelle aree rurali e urbane. Le ragazze sono viste in trecce gemelle soprattutto nelle scuole, anche se ora sta diminuendo. Le ragazze di solito hanno una lunga treccia. Le donne sposate si trovano nel panino o nel panino intrecciato.

### Trecce africane e afroamericane
Le trecce hanno fatto parte della cultura africana per generazioni. Ci sono immagini risalenti al lontano 1884 che mostrano una donna senegalese con i capelli intrecciati in un modo simile a come sono indossati oggi.
Le trecce africane sono normalmente più strette rispetto alle altre. Questo modo di intrecciare i capelli porta ad una durata più lunga dell'acconciatura, ma può essere un disagio nell'esecuzione. Questo è comunemente accettato e gestito anche attraverso tecniche di riduzione del dolore.
Le trecce non sono indossate tutto l'anno, bensì alternate ad altre acconciature popolari come il twist, acconciature protettive e altro ancora. Le trecce sono particolarmente popolari durante i mesi estivi, soprattutto in giugno e luglio.

### Treccia russa

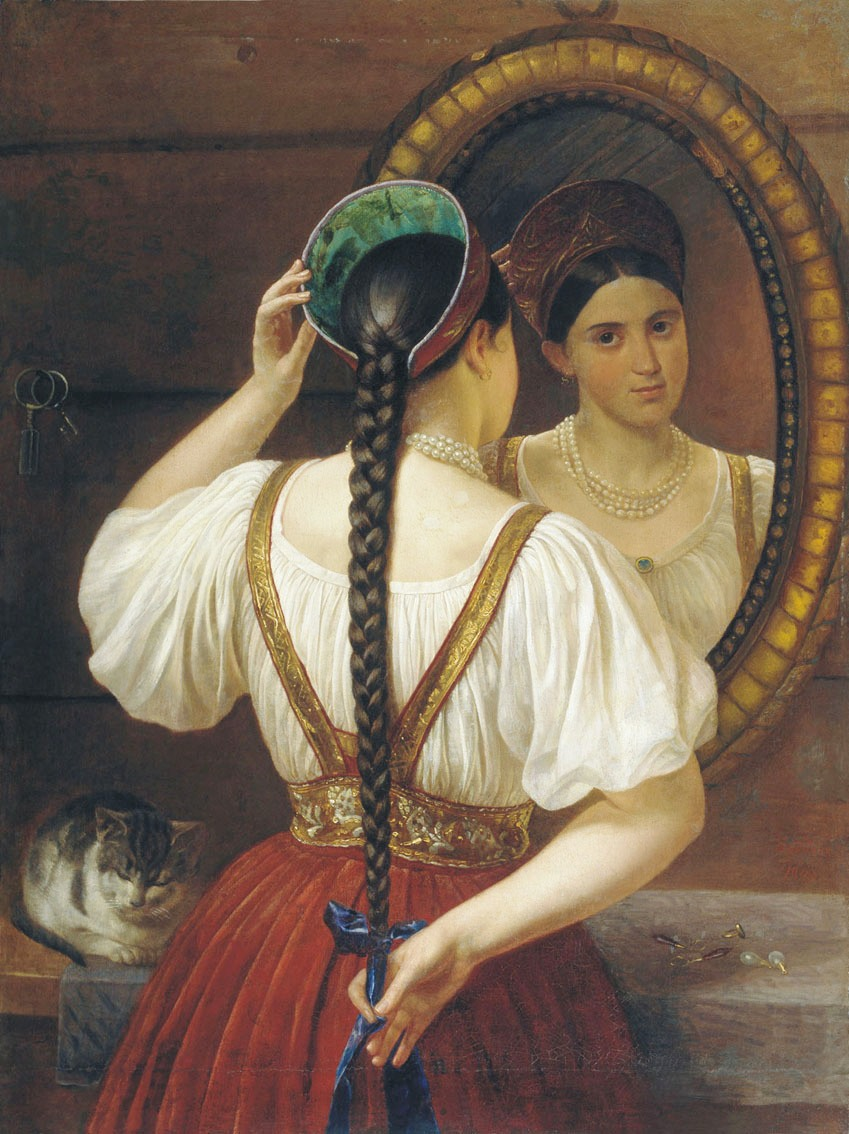
Il dipinto di Filipp Osipovič Budkin, Ragazza davanti allo specchio, 1848, mostra una ragazza russa con la tradizionale treccia russa e con un kokošnik sul capo

La treccia russa è una acconciatura tradizionale della Russia. Essa ha una storia antica che rimanda all'antico popolo dei Rus'.